# Еврабија
Еврабија је политички неологизам, портманто Европе и Арабије, који се користи да опише крајње десну, антимуслиманску теорију завере, која укључује глобалистичке ентитете наводно предвођене француским и арапским силама, да исламизирају и арабизују Европу, чиме се слабе њена постојећа култура и подривање претходног усклађивања са Сједињеним Државама и Израелом.
Термин је први пут употребљен 1970-их као наслов билтена и сам концепт који је развио Бат Јеор (псеудоним Жизел Литман) почетком 2000-их и описан је у њеној књизи из 2005. под насловом Еурабиа: Евро-арапска осовина. Бенџамин Ли из Центра за истраживање и доказе о безбедносним претњама Универзитета у Ланкастеру описује њен рад као тврдњу да се Европа „предала исламу и да је у стању покорности у којем је Европа принуђена да пориче своје културе, ћутке стоје пред муслиманским злочинима, прихвата муслиманску имиграцију и одаје почаст разним видовима економске помоћи“. Према теорији, кривица лежи на низу група укључујући комунисте, фашисте, медије, универзитете, џамије и исламске културне центре, европске бирократе и евро-арапски дијалог.
Термин је привукао одређени интерес јавности и о њему се користи и о њему се расправља у широком спектру политичког спектра, укључујући десничарске активисте, самопроглашене „конзервативце“ и активисте против џихада и других антиисламистичких активиста. Бат Ие'орова "теорија завере мајке" коришћена је за даље подтеорије. Наратив је постао важан у изражавању антиисламистичких осећања и користили су га покрети попут Стоп исламизацији Европе. Задобио је обновљено интересовање након напада 11. септембра и употребу термина од стране норвешког масовног убице из 2011. Андерса Беринга Брејвика. Теза је наишла на критику научника, која се интензивирала након Брејвиковог злочина. Завера је описана као слична антисемитскин протоколима Сионских мудраца.
О Еурабији се такође говори у класичном антиевропеизму, снажном утицају на културу Сједињених Држава и у појму америчке изузетности, који Европу понекад види у опадању или као растућу супарничку силу, или, као што је случај овде, обоје.
Концепт Еврабије је исламофобична теорија завере. Еврабија поједностављено интепретира сложену интеракцију између САД, Француске, Израела, арапских и муслиманских земаља по принципу „ми против њих“. Теорија Еврабије се одбацују као исламофобична, екстремистичка и теорије завере у академској заједници.
У почетку су академици показали мало интересовања за теорије, због недостатка чињеничне основе. Тема је обрађена у студијама десничарског екстремизма и блискоисточне политике. Ово се променило након напада у Норвешкој 2011. године, што је резултирало објављивањем неколико радова који се посебно баве теоријама завере Евроабије. Јане Халанд Матлари је отишала толико далеко да је рекла како је „лоше коришћење времена анализирати нешто тако примитивно“.